# Ancistrorhynchus metteniae
Ancistrorhynchus metteniae es una orquídea epífita originaria del oeste de África tropical.

## Distribución y hábitat
Estas orquídeas epífitas monopodiales son de tamaño mediano a pequeño y se encuentran en Etiopía, Camerún, República Centroafricana, Congo, Gabón, Guinea Ecuatorial, Tanzania, Nigeria, Sierra Leona, Uganda y República Democrática del Congo, en bosques siempreverdes en alturas de 900 a 1300  m s. n. m.

## Descripción
Son plantas de tamaño pequeño o mediano que prefieren clima cálido a fresco. Son monopodiales epífitas, colgantes con varias hojas lineales, con el ápice bi-lobulado de manera desigual, cada lóbulo bidentado, está articulada con vainas basales y que florece en una inflorescencia a continuación de las hojas, de 1,5 a 2 cm de largo, con muchas flores de color blanco y de 1 cm de ancho. La floración se produce en la primavera

## Taxonomía
Ancistrorhynchus metteniae fue descrita por (Kraenzl.) Summerh. y publicado en Bulletin de la Société Botanique de France 9: 44. 1907.
Etimología
Ancistrorhynchus: nombre genérico que se refiere a la forma de cuerno del rostelo.
metteniae: epíteto otorgado en honor de  Metten (entusiasta alemán de las orquídeas a finales de 1800)"
Sinonimia
- Angraecum cephalotes Kraenzl. 1889;. 1893;
- Cephalangraecum braunii (T.Durand & Schinz) Summerh. 1936;
- Cephalangraecum metteniae (Kraenzl.) Schltr. 1918;
- Listrostachys braunii T.Durand & Schinz 1895;
- Listrostachys metteniae Kraenzl 1893[1][3][4]